# Murad IV
Murad IV, detto il Guerriero (in turco: مراد رابع, Murād-i rābi‘; Costantinopoli, 27 luglio 1612 – Costantinopoli, 9 febbraio 1640), fu sultano dell'Impero ottomano dal 1623 fino alla sua morte. Con la sua morte si fa coincidere la fine del periodo di trasformazione dell'Impero ottomano e l'inizio della sua decadenza.

## Primi anni di regno
Murad IV era figlio del sultano Ahmed I (1603–17) e della Haseki Kösem Sultan. Nel 1623, succedette a Mustafa I (1617–18, 1622–23), suo zio, affetto da problemi psichici.
Avendo solamente undici anni quando salì sul trono Murad IV fu, per buona parte del suo regno, sotto la reggenza di sua madre, che di fatto governò l'Impero ottomano.
Murad IV ereditò un Impero particolarmente fragile, a causa del debole governo di Mustafa I e di sua madre Halime Sultan. Infatti, molti governatori, in primis quello di Erzurum, si erano ribellati, smettendo di inviare le tasse a Costantinopoli.
Scoppiarono diverse ribellioni, di cui la più grave fu in Anatolia orientale. Nel 1631 i giannizzeri occuparono il palazzo e uccisero il gran visir con il suo seguito. Altri focolai di tensione furono in Yemen, in Crimea, in Siria, in Egitto e anche in altre parti dell'impero. I Safavidi, guidati dal loro Shah Abbas I, trassero vantaggio dai disordini in cui si agitava l'Impero ottomano, invadendo così l'Iraq e conquistando Baghdad nel 1624.
Subito dopo la presa di Baghdad gli Ottomani cercarono di reagire, armando un esercito che si diresse alla volta di Baghdad. Ma i tentativi del governo di Costantinopoli di riprendere la città furono vanificati dall'esercito stesso, che durante il passaggio in Anatolia fu attaccato da uomini armati del luogo e dai Persiani.
Fu quindi un Impero nel caos quello che Murad IV si trovò a governare quando, nel 1632, mise fine alla reggenza di sua madre e assunse in prima persona i doveri di Sultano.

## Riforme e governo

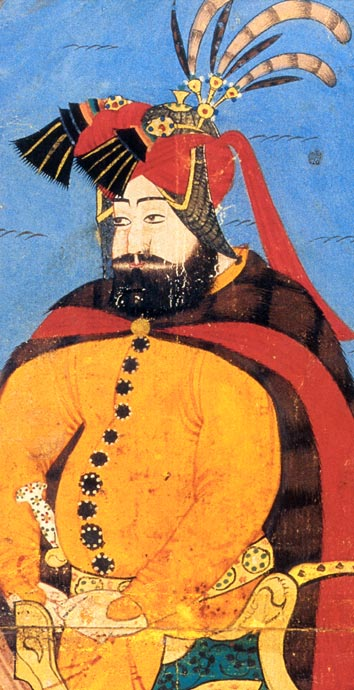
Rappresentazione di Murad IV.

Murad IV iniziò ad applicare una politica tradizionalista e le sue riforme sulla gestione dello stato, ispirate a quelle del suo antenato Solimano il Magnifico, che credeva avrebbero ridato vigore all'Impero.
Murad IV s'impegnò nello sradicare la corruzione nell'amministrazione e nell'esercito, facendo largo uso della pena capitale e sostituendo i morti con una nuova classe d'élite da lui selezionata.
Bandì alcolici (già proibiti dalla religione musulmana), tabacco e caffè. Fu impartito l'ordine di chiudere le botteghe dove si beveva caffè o si consumava tabacco, soprattutto perché luoghi di ritrovo per l'esercito e dove spesso nascevano focolai sediziosi. Impose il coprifuoco e il pattugliamento continuo di strade e taverne della città sul Bosforo, e a volte prendeva parte personalmente alle ronde.
Venne anche imposta la censura ad artisti e poeti.
Le riforme di Murad, considerate dai più troppo dure, vennero abolite dopo la sua morte nel 1640, a ventisette anni.

## Successi militari
In ambito militare, Murad IV brillò a partire dalla guerra contro i Safavidi; marciò verso la Persia e riconquistò le terre che nel 1624 i Safavidi avevano sottratto all'Impero, come l'Azerbaigian, occuparono Tabriz e Hamadan. Nel 1638 assediò e riconquistò Baghdad.

Famosa è la citazione del sultano, non appena Baghdad cadde: 
Dopo aver conquistato la città, Murad IV fece giustiziare 30000 soldati nemici e 30000 civili.
In seguito guidò l'invasione della Mesopotamia e fu l'ultimo sultano a guidare personalmente l'esercito ottomano sul campo di battaglia, e il primo dopo Solimano. Durante la campagna dell'Iran soffocò tutte le ribellioni in Anatolia foraggiate dai celai, e restaurò l'ordine nella regione, ordinando 20000 esecuzioni.
Murad IV rafforzò inoltre i confini settentrionali da eventuali invasioni polacche.
Poco prima della sua morte, Murad IV firmò un trattato di pace con i persiani Safavidi (1639).

## Morte
Murad IV morì di cirrosi nel 1640. Viene riportato che sul letto di morte diede ordine di uccidere il fratello Ibrahim I, unico erede essendo morti tutti i suoi figli, che, secondo il sovrano, era incapace di proseguire la linea politica instaurata.
Tuttavia, l'ordine di Murad non venne eseguito per ordine della loro madre Kösem Sultan e Ibrahim governò dal 1640 al 1648 sotto la guida di sua madre, venendo infine deposto, ucciso e sostituito da suo figlio seienne Mehmed IV, sotto la reggenza prima di nuovo di Kösem Sultan e poi sotto quella della propria madre Turhan Sultan.

## Famiglia
A causa della preminenza di sua madre Kösem Sultan e del fatto che tutti i suoi figli maschi morirono durante l'infanzia, la famiglia di Murad IV non è nota a fondo.
Solo alcune delle sue concubine sono note e dei trentadue figli che Evliya Çelebi riporta ebbe, alcuni non sono stati ancora individuati, mentre di altri si è appurata solo l'esistenza, ma nessun altro dato, nome compreso.
Inoltre, di nessun figlio è noto il nome della relativa madre.

### Consorti
Delle numerose concubine che ebbe, sono note solo poche consorti, molte contestate:
- Ayşe Sultan. Sua prima Haseki Sultan e unica il cui titolo è confermato. Forse di origini albanesi. Dal 1633 in poi guadagnava 2000 aspri al giorno, al pari di Hürrem Sultan (prima Haseki della storia ottomana e moglie di Solimano il Magnifico) in linea con gli aumenti di stipendio e dimensioni stanziati da Murad IV per il suo harem. Era descritta come una persona "bella fuori ma non dentro" ed era in cattivi rapporti con la madre di Murad, Kösem Sultan. Dopo la morte di Murad nel 1640 fu esiliata al Vecchio Palazzo, dove morì intorno al 1680.
- Şemsişah (Şemsperi) Sultan. Sebbene non sia certo, potrebbe essere la seconda Haseki che, secondo L. Pierce, comparve durante gli ultimi anni di regno di Murad. Se effettivamente Murad IV ebbe una seconda Haseki, sarebbe il primo caso di co-presenza di due sultane non solo allo stesso tempo ma anche in generale per uno stesso sultano, ma, se l'esistenza di per sé questa seconda concubina è certa, il suo titolo e il suo nome sono contestati. Iniziò guadagnando 2571 aspri al giorno, il massimo mai registrato per una concubina, ma dopo sette mesi venne ridotto a 2000, rientrando nella norma delle Haseki e al pari con Ayşe Sultan. Scompare dai registri subito dopo la morte di Murad IV.
- Sanavber Hatun. Fondò un'opera caritatevole nella capitale nel 1628. Dal momento che questo richiedeva elevate ricchezze e che i primi figli di Murad nacquerò nel 1627, era probabilmente la sua prima concubina e madre di almeno uno dei primi figli di Murad.
- Şemsperi Hatun (contestata). Potrebbe essere un secondo nome di Şemsişah Sultan.
- Safiye Hatun.
- Sorella di Emirgün (contestata). Il governatore di Yerevan offrì a Murad IV sua sorella per ottenerne il favore. Il sultano ne fu affascinato e si dice che fosse così bella che tutte le sue concubine impallidivano al confronto. Non entrò mai nell'harem, perché Murad la lasciò a Damasco.
- Rosana Sultan (esistenza contestata, chiamata anche Rossana, Roxana o Roxane): secondo le fonti, era la favorita di Murad IV, ed era alta, bionda ed estremamente pallida. Aveva un brutto carattere e anche il sultano la temeva. Lo aveva seguito in guerra nel 1635, ma fu rimandata a Costantinopoli quando Murad s'invaghì della sorella di Emirgün. Nella capitale fu accolta con ogni onore, ma la gelosia per la nuova concubina la spinse a emanare un ordine imperiale per giustiziare i fratelli di Murad IV, che la detestavano. Quando Murad tornò, una delle sue sorelle ha cercato di accusarla, ma lui non le credette e furioso la colpì. Alla fine sua madre Kösem Sultan riuscì a trovare prove e testimoni contro Rosana e Murad IV la pugnalò lui stesso. Da quel momento in poi, il sultano giurò di non favorire mai un'altra donna. Sebbene la storia abbia avuto ampia diffusione nel corso dei secoli (ad esempio, è una delle protagoniste della tragedia Bajazet), la maggioranza degli storici rigetta come una leggenda romantica o una versione romanzata e più drammatica della storia di Ayşe Sultan.

### Figli
Murad IV ebbe almeno quindici figli, ma nessuno di loro superò l'infanzia e tutti gli pre-morirono prima del 1640:
- Şehzade Ahmed (Costantinopoli, 21 dicembre 1627 - Costantinopoli, 1637).
- Şehzade Fülan (Costantinopoli, marzo 1631 - Costantinopoli, marzo 1631).
- Şehzade Süleyman (Costantinopoli, febbraio 1632 - Costantinopoli, 1632). Sepolto nel mausoleo Ahmed I nella Moschea Blu.
- Şehzade Mehmed (Costantinopoli, 8 agosto 1633 - Costantinopoli, 1638). Nato nel Padiglione del Giardino di Kandilli, sepolto nel mausoleo di Ahmed I nella Moschea Blu.
- Şehzade Fülan (Costantinopoli, febbraio 1634 - Costantinopoli, marzo 1634).
- Şehzade Fülan (Costantinopoli, 10 marzo 1634 - Costantinopoli, marzo 1634).
- Şehzade Alaeddin (Costantinopoli, 16 agosto 1635 - Costantinopoli, 1637). Suo padre non era presente alla sua nascita. Sepolto nel mausoleo di Ahmed I nella Moschea Blu.
- Şehzade Ahmed (Izmit, 15 maggio 1638 - 1639). Indicato come "figlio di Haseki".
- Şehzade Abdülhamid (Costantinopoli, ? - Costantinopoli, ?). Sepolto nel mausoleo Ahmed I nella Moschea Blu.
- Şehzade Selim (Costantinopoli, ? - Costantinopoli, ?). Sepolto nel mausoleo di Ahmed I nella Moschea Blu.
- Şehzade Orhan (Costantinopoli, ? - Costantinopoli, ?). Sepolto nel mausoleo di Ahmed I nella Moschea Blu.
- Şehzade Numan (Costantinopoli, ? - Costantinopoli, ?). Sepolto nel mausoleo di Ahmed I nella Moschea Blu.
- Şehzade Hasan (Costantinopoli, ? - Costantinopoli, ?). Sepolto nel mausoleo di Ahmed I nella Moschea Blu.
- Şehzade Mahmud (Costantinopoli, ? - Costantinopoli, ?). Sepolto nel mausoleo di Ahmed I nella Moschea Blu.
- Şehzade Osman (Costantinopoli, ? - Costantinopoli, ?). Sepolto nel mausoleo di Ahmed I nella Moschea Blu.

### Figlie
Murad IV ebbe almeno tredici figlie.
A differenza dei fratelli, almeno otto di loro sopravvissero perlomeno fino all'età del matrimonio:
- Fülane Sultan (Costantinopoli, 1627 - ?). Sposò Tüccarzade Mustafa Paşa nel 1640.
- Gevherhan Sultan (Costantinopoli, febbraio 1630 - ?). Sposò Haseki Mehmed Pasha.
- Hanzade Sultan (Costantinopoli, 1631 - ?, dopo il 1657). Sposò Nakkaş Mustafa Paşa e rimase vedova nel 1657.
- Ismihan Sultan (Costantinopoli, 1632 - Costantinopoli, 1632). Chiamata anche Esmihan Sultan.
- Ismihan Kaya Sultan (Costantinopoli, 1630/1633 - Costantinopoli, 28 febbraio 1658). Sposò Melek Ahmed Pascià e morì di parto.
- Rabia Sultan (Costantinopoli, ? - Costantinopoli, ?). Raggiunse l'età adulta, anche se non sono noti matrimoni. Sepolta nel mausoleo Ahmed I nella Moschea Blu.
- Fatma Sultan (Costantinopoli, ? - Costantinopoli, ?). Sepolta nel mausoleo Ahmed I nella Moschea Blu.
- Bedia Sultan (Costantinopoli, ? - ?).
- Bedia Ayşe Sultan (Costantinopoli, ? - ?). Sposò Malatuk Süleyman Paşa prima del 1655.
- Hafsa Sultan (Costantinopoli, ? - ?). Sposò Ammarzade Mehmed Paşah.
- Safiye Sultan (Costantinopoli, dopo il 1634 - Costantinopoli, 1670 circa). Sposò prima, il 27 agosto 1649, Hayderağazade Mehmed Pasha, poi nel 1659 Sarı Abaza Hüseyin Paşah, fratello o figlio del Gran Visir Siyavuş Paşah. Ebbe tre figli e una figlia: Sultanzade Abubekr Bey, Sultanzade Mehmed Remzi Paşah (? - 21 novembre 1719), Sultanzade Abdullah Bey (nato morto, circa 1670), Rukiye Hanımsultan (? - gennaio 1697). Morì di parto mettendo al mondo Abdüllah.
- Rukiye Sultan (Costantinopoli, 1640 - 1696). Sposò Şeytân Melek İbrâhîm Pasha nel gennaio 1663 e rimase vedova nel 1685. Ebbero due figlie: Fatma Hanımsultan (1677 - 1727) e Ayşe Hanımsultan (1680 - 1717). Venne sepolta nella moschea Şehzade.
- Esma Sultan (? - ?). Morì bambina.

## Carisma

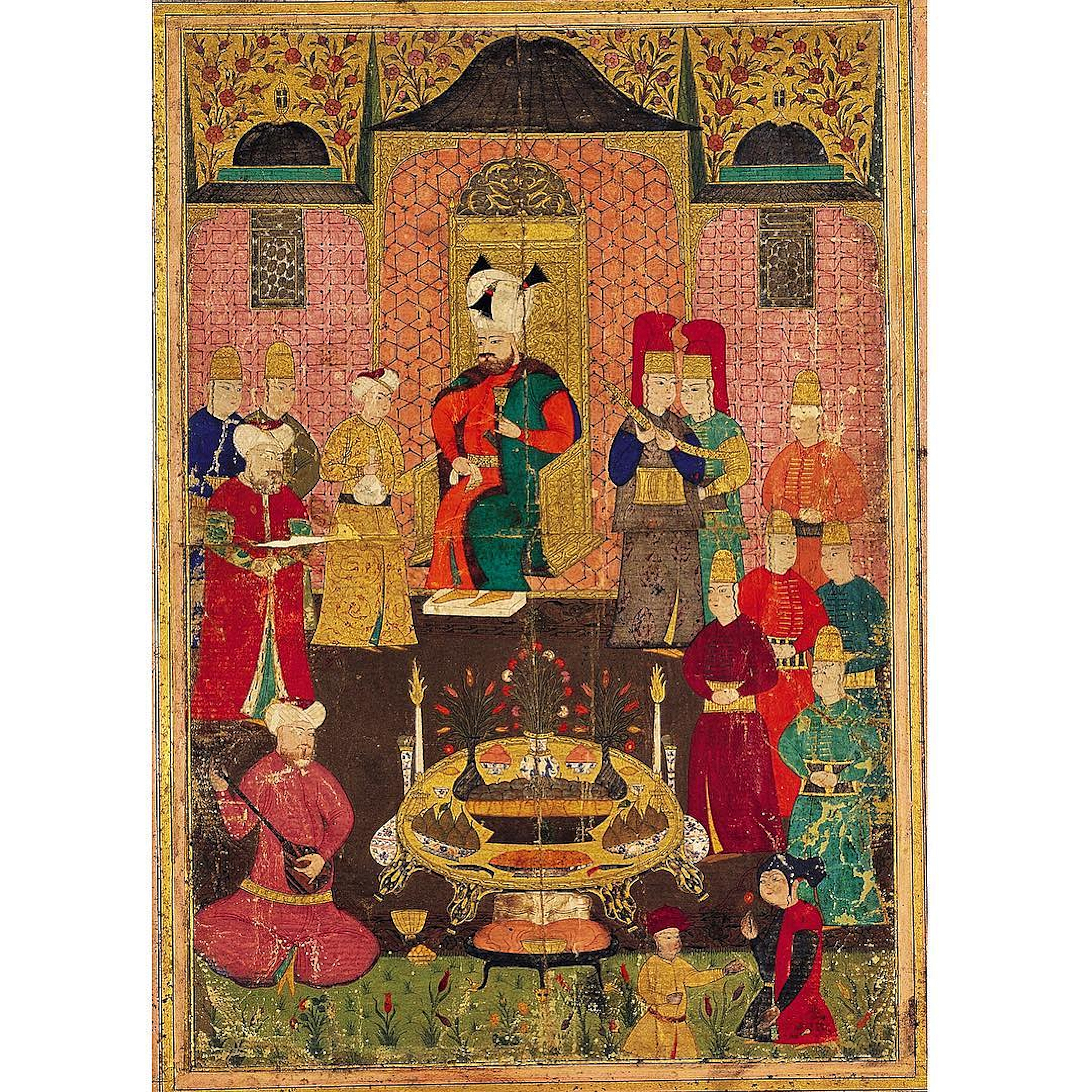
Murad IV in trono.

Murad IV era un uomo alto e imponente, nonché uno dei guerrieri più temuti del suo periodo. Condivideva insieme ai suoi uomini i disagi del soldato e fu l'ultimo sultano ad aver combattuto e ad aver comandato l'esercito sul campo di battaglia. Evliya Çelebi riporta nei suoi libri notizie accurate circa la sua forza fisica e la capacità nel combattimento, specialmente nel corpo a corpo (dove pare affrontasse anche più avversari contemporaneamente). La sua arma preferita era una mazza da 6 chilogrammi che brandiva con una sola mano. Spesso utilizzava anche archi e grossi spadoni a due mani di circa 5 chili di peso. Attualmente, queste armi sono conservate presso il Museo Topkapı di Istanbul, in un buono stato di conservazione. Murad IV è considerato come l'ultimo grande sultano ottomano.

## Architettura
Murad IV mise l'accento sull'architettura e nel suo periodo furono eretti molti monumenti. Il chiosco di Baghdad, costruito nel 1635, e il Revan Kiosk, costruito nel 1638 a Yerevan, furono entrambi costruiti nello stile locale. Alcuni degli altri includono il padiglione Kavak Sarayı, la Moschea Meydanı; la loggia dei dervisci Bayram Pasha, la türbe, la fontana e la scuola; e la Moschea Şerafettin a Konya.

## Musica e poesia
Murad IV ha scritto molte poesie. Ha usato lo pseudonimo di "Muradi" per le sue poesie. Gli piaceva anche mettere alla prova le persone con indovinelli. Una volta scrisse un indovinello poemico e annunciò che chiunque fosse arrivato con la risposta corretta avrebbe ricevuto una generosa ricompensa. Cihadi Bey, che era anche un poeta della Scuola dell'Enderûn, diede la risposta corretta e fu promosso.
Murad IV era anche un compositore. Ha una composizione chiamata "Uzzal Peshrev".

## Cultura popolare
- Nella serie TV storica turca Il secolo magnifico: Kösem, Murad IV è interpretato dagli attori Çağan Efe Ak (bambino), Metin Akdülger (adolescente) e Boran Bagci (adulto).
- Nel film Tremila anni di attesa, è interpretato dagli attori Oğulcan Arman Uslu (adulto) e Kaan Guldur (bambino).